# Ian Watson (Hochschullehrer und Autor)
Patrick Ian Watson (* 1946 in Belfast, Nordirland) ist ein irisch-deutscher Hochschullehrer und Autor in Bremen.

## Leben
Watson studierte an der Queen’s University of Belfast und promovierte dort 1971 in Vergleichender Literaturwissenschaft.
Seit 1972 lebt er in Bremen, wo er an der Universität Bremen von 1972 bis 2010 Dozent für Anglistik und Literarisches Schreiben war; Habilitation 1985, seitdem Privatdozent.
Watson ist auch Autor und veröffentlicht Gedichte, Kurzgeschichten und Essays in englischer und deutscher Sprache – vornehmlich in irischen, britischen und deutschen Zeitschriften, Zeitungen und Anthologien. Zu seinen Arbeiten zählen auch literarische Übersetzungen und Radiofeatures, und er moderiert Festivals und Lesungen.
Watson engagiert sich in der Bremer literarischen Szene als Gründungsmitglied 2007 im Vorstand vom Virtuellen Literaturhaus und ist seit Jahrzehnten Mitglied im Bremer Literaturkontor.

## Privates
Watson ist verheiratet, das Paar hat zwei Kinder.

## Veröffentlichungen und Herausgeberschaften in Auswahl
- Bremen erlesen : wie die Bremer und ihre Stadt so ticken, Bremen: Edition Falkenberg 2019, ISBN 978-3-95494-161-2
- Riverbank City : a Bremen Canvas, Hamburg: Blaupause Books 2013, ISBN 978-3-933498-25-0
- Kurzpassspiel : oder: ich stehe zu meinem Sitzplatz Bremen [u. a.]: Kellner 2012, ISBN 978-3-939928-86-7
- War and Peace: Voices from the Battlefield, Klett-Schulbuchverl. 1995
- Alive and kicking : Fußball zwischen Deutschland und England, hrsg. von Jürgen Dragowski, Diethelm Knauf und Ian Watson. Hamburg [u. a.]: Argument-Verl. 1995, ISBN 3-88619-714-X
- Song and democratic culture in Britain : an approach to popular culture in social movements, London: Helm [u. a.], 1983, ISBN 0-7099-2770-3, 0-312-74473-0 (mit mehreren Nachauflagen, zuletzt 2016[2])
- Herausgeber der englischsprachigen Literaturzeitschrift newleaf magazine (von 1994 bis 2013)